# ون کورنس (نیویورک)
ون کورنس، نیویورک (به انگلیسی: Van Keurens, New York) یک منطقهٔ مسکونی در ایالات متحده آمریکا است که در ایالت نیویورک واقع شده‌است.